# Tjeckiska
Tjeckiska (čeština eller český jazyk) är ett västslaviskt språk som talas i Tjeckien. Det är nära besläktat med slovakiska.
Tjeckiska har flera distinkta dialekter, framför allt i Mähren och i Schlesien, men dessa särskiljs ej i skrift. Språket innehåller, på grund av politiskt inflytande från de närliggande stater som har en tyskspråkig befolkning, många lånord från tyskan.
Tjeckiskan är likt andra slaviska språk ett flekterande språk, rikt på böjningsformer, medan däremot ordföljden är ganska fri. Böjningsreglerna är komplexa, och floran av allomorfer rik. Substantiv, adjektiv, pronomen och räkneord böjs i sju kasus, efter ett antal deklinationsmönster, medan verb konjugeras och adverb kompareras.
Tjeckiskan använder sig av följande kasus: nominativ, genitiv, dativ, ackusativ, vokativ, lokativ och instrumentalis. Förutom att kasus bestäms av ordets funktion i satsen, styr även prepositioner kasus. Detta innebär att en given prepositions rektion (eller prepositionsobjekt) måste ta ett eller ett fåtal givna kasus. Även numerus kan spela roll i användningen av kasus.
Tjeckiska substantiv böjs i singularis, dualis och pluralis, även om dualis används bara i begränsad utsträckning och enbart för naturliga par, i huvudsak parade kroppsdelar, såsom händer och ögon.
Genussystemet i tjeckiskan omfattar: maskulinum levande, maskulinum icke-levande, femininum och neutrum. Observera att trots att enbart maskulinum skiljer på levande och icke-levande, så innehåller det tjeckiska ordförrådet många ord för levande saker som inte anses vara maskulina.
Ordföljdens huvudsakliga roll är att fördela tema och fokus i satsen, jämför:
- Češi udělali revoluci (tjeckerna revolterade).
- Revoluci udělali Češi (det var tjeckerna som revolterade).
- Češi revoluci udělali (det som tjeckerna gjorde var att revoltera).

Tjeckiskan är rik på både konsonantkombinationer och syllabiska konsonanter (l och r). Det fonologiska systemet omfattar även ř, ett fonem som det har hävdats är unikt för språket (uttalet närmar sig svenskt "rs" - ljud).

## Ortografi
Språket skrivs med en variant av det latinska alfabetet. Det inkluderar en digraf, Ch, som räknas som en egen bokstav och sorteras efter H i bokstavsordningen. Tre olika diakritiska tecken används (ˇ, ´, ˚).
- Hake (háček) markerar antingen palatalisering eller ändrar en alveolar frikativa till en postalveolar. I kombination med e markerar den antingen ett uttal /je/ eller att föregående konsonant ska palataliseras. Ett specialfall är mě, som vanligen uttalas som mňe [mɲɛ].

- Akut accent (čárka) markerar långa vokaler.

- Ring (kroužek) används endast i kombination med u och representerar då samma ljud som långt ú. Den visar att ljudet utvecklats från ett långt ó via en uo-diftong.

Alfabetet bygger på principen om ett varje språkljud motsvarar en bokstav. De flesta diakritförsedda bokstäverna tillkom i en reform genomförd av Jan Hus i början av 1400-talet för att ersätta de di- och trigrafer som tidigare används. Ů infördes under 1500-talet.

### Uttal
| A a | Á á   | B b | C c  | Č č  | D d | Ď ď | E e | É é  | Ě ě     | F f  | G g  |
| --- | ----- | --- | ---- | ---- | --- | --- | --- | ---- | ------- | ---- | ---- |
| [a] | [a:]  | [b] | [ts] | [tʃ] | [d] | [ɟ] | [ɛ] | [ɛ:] | [ɛ, jɛ] | [f]  | [g]  |
| H h | Ch ch | I i | Í í  | J j  | K k | L l | M m | N n  | Ň ň     | O o  | Ó ó  |
| [ɦ] | [x]   | [ɪ] | [i:] | [j]  | [k] | [l] | [m] | [n]  | [ɲ]     | [ɔ]  | [o:] |
| P p | Q q   | R r | Ř ř  | S s  | Š š | T t | Ť ť | U u  | Ú ú     | Ů ů  | V v  |
| [p] | [kv]  | [r] | [r̝]  | [s]  | [ʃ] | [t] | [c] | [ʊ]  | [u:]    | [u:] | [v]  |
| W w | X x   | Y y | Ý ý  | Z z  | Ž ž |     |     |      |         |      |      |
| [v] | [ks]  | [i] | [i:] | [z]  | [ʒ] |     |     |      |         |      |      |